# Gran Bretagna ai XIV Giochi olimpici invernali
La Gran Bretagna partecipò ai XIV Giochi olimpici invernali, svoltisi a Sarajevo, Jugoslavia, dall'8 al 19 febbraio 1984, con una delegazione di 50 atleti impegnati in sette discipline.